# Java OpenGL
Java OpenGL (JOGL) – biblioteka pozwalająca na użycie OpenGL w języku Java. Opracowana pierwotnie przez Kennetha Bradleya Russella i Christophera Johna Kline’a, rozwijana przez Game Technology Group firmy Sun Microsystems. Od roku 2010 jest niezależnym projektem open source na licencji BSD. Jest to implementacja Java Bindings for OpenGL (JSR-231).
JOGL pozwala na dostęp do większości funkcji OpenGL dostępnych dla programów w języku C, poprzez użycie Java Native Interface (JNI). Oferuje on dostęp zarówno do standardowych funkcji GL*, jak i funkcji GLU*. Biblioteka OpenGL Utility Toolkit (GLUT) nie jest jednak dostępna dla związanych z systemem Windows zawołań – Java ma swoje okienkowe systemy: Abstract Window Toolkit (AWT), Swing oraz wiele rozszerzeń.